# カスタニョーレ・ピエモンテ
カスタニョーレ・ピエモンテ（伊: Castagnole Piemonte）は、イタリア共和国ピエモンテ州トリノ県にある、人口約2,200人の基礎自治体（コムーネ）。

## 地理

### 位置・広がり

#### 隣接コムーネ
隣接するコムーネは以下の通り。
- カリニャーノ
- チェルチェナスコ
- ノーネ
- オザージオ
- ピオーベジ・トリネーゼ
- スカレンゲ
- ヴィルレ・ピエモンテ